# Glaxoa pellucida
Glaxoa pellucida är en svampart som beskrevs av P.F. Cannon 1997. Glaxoa pellucida ingår i släktet Glaxoa och familjen Tubeufiaceae.   Inga underarter finns listade i Catalogue of Life.